# Dead Girl Superstar
"Dead Girl Superstar" – piosenka heavymetalowa stworzona na drugi album studyjny amerykańskiego wokalisty Roba Zombie pt. The Sinister Urge (2001). Wyprodukowany przez Zombie i Scotta Humphreya, utwór wydany został jako singel promocyjny w drugiej połowie 2001 roku. Według Zombie, piosenka jest kontynuacją singlowego przeboju "Living Dead Girl" (1999). Kerry King z metalowego zespołu Slayer solowo gra w "Dead Girl Superstar" na gitarach. W utworze wykorzystano sample z filmu blaxploitation Truck Turner z 1974. Nagranie znajduje się na trackliście kompilacyjnego krążka Kerrang, Vol. 3 (2002), pojawia się także na ścieżkach dźwiękowych gry strategicznej Warzone 2100 (1999) oraz filmu telewizyjnego Syrena (Mermaid Chronicles Part 1: She Creature, 2001). Do utworu zrealizowano animowany teledysk.

## Twórcy
- Wokale, tekst utworu, produkcja, kierownictwo artystyczne: Rob Zombie
- Mastering: Tom Baker
- Produkcja, programming, miksowanie: Scott Humphrey
- Gitara: Kerry King, Mike Riggs
- Gitara basowa: Rob "Blasko" Nicholson
- Bęben: John Tempesta